# Sampo Viinamäki
Sampo Viinamäki (...) è un giocatore di football americano finlandese, che gioca come wide receiver per gli Helsinki Wolverines..